# Diebach
Diebach là một đô thị ở huyện Ansbach bang Bayern nước Đức. Đô thị Dietenhofen có diện tích 22,37 km², dân số thời điểm ngày 31 tháng 12 năm 2006 là 1137 người.